# MKS COPCO Imielin
MKS COPCO Imielin – kobieca drużyna siatkarska z Imielina, występująca w I lidze.

## Historia
Seniorska drużyna siatkarek MKS COPCO Imielin w sezonie 2022/2023, będąc beniaminkiem, wygrała rozgrywki II ligi, przegrywając jedynie dwa mecze. W kwietniu 2023 roku zespół awansował do I ligi siatkówki kobiet, nie tracąc seta w pięciu spotkaniach półfinałowych i finałowych.